# Le voci (singolo)
Le voci è un singolo del cantautore italiano Cosmo, pubblicato il 25 novembre 2016 come secondo estratto dal secondo album in studio L'ultima festa.

## Video musicale
Il videoclip, diretto da Jacopo Farina, è stato pubblicato il 29 febbraio 2016 sul canale YouTube del cantante.

## Tracce
1. Le voci – 5:50